# Chrysops indus
Chrysops indus är en tvåvingeart som beskrevs av Osten Sacken 1875. Chrysops indus ingår i släktet Chrysops och familjen bromsar. Inga underarter finns listade i Catalogue of Life.